# 33e cérémonie des Filmfare Awards
La 33e cérémonie des Filmfare Awards s'est déroulée 1986 à Bombay en Inde.

## Palmarès
| Catégorie                                 | Lauréat |
| ----------------------------------------- | --- |
| Meilleur film                             | Ram Teri Ganga Maili - produit par Randhir Kapoor - réalisé par Raj Kapoor - avec Rajiv Kapoor, Divya Rana et Saeed Jaffrey |
| Meilleur réalisateur                      | Raj Kapoor (Ram Teri Ganga Maili)                                                                                           |
| Meilleur acteur                           | Kamal Haasan (Saagar) |
| Meilleure actrice                         | Dimple Kapadia (Saagar) |
| Meilleur acteur dans un second rôle       | Amrish Puri (Meri Jung) |
| Meilleure actrice dans un second rôle     | Nutan (Meri Jung) |
| Meilleure prestation dans un rôle comique | Amjad Khan (Maa Kasam) |
| Meilleur compositeur                      | Ravindra Jain (Ram Teri Ganga Maili)                                                                                        |
| Meilleur parolier                         | Vasant Dev pour « Dil Kyon Behka » (Utsav)                                                                                  |
| Meilleur chanteur de playback             | Kishore Kumar pour « Saagar Kinare » (Saagar)                                                                               |
| Meilleure chanteuse de playback           | Anuradha Paudwal pour « Mera Man Baaje » (Utsav)                                                                            |
| Meilleure histoire                        | Aleem Masroor (Tawaif) |
| Meilleur scénario                         | Goutam Ghose et Partha Banerjee (Paar)                                                                                      |
| Meilleurs dialogues                       | Dr. Rahi Masoom Reza (Tawaif)                                                                                               |
| Meilleure photographie                    | S.M. Anwar (Saagar) |
| Meilleure direction artistique            | Suresh Sawant (Ram Teri Ganga Maili)                                                                                        |
| Meilleur son                              | - |
| Meilleur montage                          | Raj Kapoor (Ram Teri Ganga Maili)                                                                                           |

## Récompenses des critiques
| Catégorie     | Lauréat                   |
| ------------- | ------------------------- |
| Meilleur film | Aghaat de Govind Nihalani |